# Софокле
Софокле (грч. Σοφοκλης) (рођен око 496. п. н. е. на Колону Хипију, умро 406. п. н. е. у Атини) био је грчки драмски писац. Сокофле је један од најзначајнијих представника хеленске трагедије, поред Есхила и Еурипида.

## Биографија
Софокле је прави представник Перикловог времена — раздобља највећег процвата Атине како у политичком и интелектуалном животу тако и у материјалној култури. Есхил је песник атинског полета у времену грчко-персијских ратова када се почела рађати атинска демократија, Еурипид је песник њене кризе и бурног раздобља пелопонеског рата, а Софокле је песник атинског процвата Перикловог доба, тзв. пентеконтаетије. Родио се око 497. године у Колону Хипију, покрај Атине, у имућној породици. Његов отац, власник радионице оружја, побринуо се да му син добије музичко и гимнастичко образовање какво је онда било уобичајено. Песниково детињство и младост падају у доба када је беснео рат против Персијанаца, у доба када је Атина полако постављала темеље својој каснијој поморској снази.
У трагичкој уметности био му је узор, а вероватно и учитељ, Есхил који је, узевши другог глумца, створио дијалог и тиме праву драму. Софокле се бавио и државним пословима, али на том пољу није показао нарочите способности. Тако је 443/2. био један од хеленотамија, тј. благајника савезничке благајне. Две године након тога дошло је до рата с острвом Самосом (441—439). У том рату, након приказивања Антигоне, изабран је Софокле за члана стратешког тима заједно са Периклом. После сицилијанске катастрофе (413) био је члан комисије Десеторице саветника, која је 411. године утрла пут олигархијској власти. Због тога се морао касније пред обновљеном демократијом бранити. Осим тога био је и свештеник Амина и Хелона, демона исцељивања. Одатле извире његова љубав према религији која, уз веру у снагу човека, чини основне карактеристике његовог погледа на свет. Године 468. однео је прву награду у драмским такмичењима: победио је Есхила који отада преузима трећег глумца и још неке новине у драми. Софокле се дружио с многим књижевницима и уметницима онога времена, па се спријатељио и с Херодотом. Као што је и сам утицао на старијега Есхила, тако је и на њега утицао млађи Еурипид. Софокле је умро 406. године. После смрти био је уврштен у хероје (под именом Дексион — онај који дочекује, јер је бога Асклепија поштовао и дочекивао у својој кући), а по одлуци атинског демоса приносиле су му се сваке године на гробу жртве.
Сачуване драме Софокле је написао око 130 драма, од којих је 114 познато по имену. Сачувало се седам трагедија које у рукописима долазе овим редом: Ајант, Електра, Краљ Едип, Антигона, Едип на Колону, Трахињанке, Филоктет. Године 1911. нађен је на једном египатском папирусу највећи део његове сатирске игре Трагачи (Ἰχνευταί, око 440. год.). Поред тога што је увео трећега глумца, повећао је Софокле и број лица у хору са дванаест на петнаест.

### Ајант
Драма Ајант (Αἴας, 466. год.) највероватније је најстарија од сачуваних Софоклових трагедија, с обзиром на то да је најсличнија Есхиловим трагедијама. Ајант се надао да ће њему као најјачем грчком јунаку под Тројом након Ахилејеве смрти припасти Ахилејево оружје. Но пресудом ахејских војсковођа оружје је додељено Одисеју. У великој горчини због повређене части плане Ајант гневом и одлучи да убије Агамемнона, Менелаја и друге који су досудили оружје Одисеју. Богиња Атена му у наступу беса помути ум те он покоље стоку уместо судија. Кад је дошао свести, види да се осрамотио, па очајан и дубоко постиђен одлучи да се убије јер му је живот изгубио сваку вредност. Хор и Ајантова супруга Текмеса узалуд покушавају да га умире. Ајант се опрашта са синчићем Еурисаком и у дволичном говору вара жену и хор говорећи им да ће их послушати, али да ће прво на мору испрати крв и очистити се од покоља. На обали се опрашта у снажном монологу од живота и завичаја и баца се на мач. Текмеса и хор нађу Ајанта мртвог. Његов брат Теукро хоће да га сахрани, али му то бране Менелај и Агамемнон. Одисеј се заузима за Ајанта. Драма се завршава призором у којем Теукро, Текмеса и Ајантови пријатељи спремају сахрану.
Драма обрађује трагичну судбину снажног индивидуализма, у страсној, несаломљивој и беспрекорној херојској личности. Ајант је суров али искрен ратник који се у свом раду увек управља осећајем части. Он је у својој тврдоглавости и претераном самопоуздању отишао предалеко, те његов понос прелази у охолост. У таквом стању изгубио је душевну снагу и способност да се обузда.

### Електра
У драми Електра (Ἠλέκτρα, између 430. и 420. године) песник обрађује исту тему као и Есхил у Хоефорама, тј. смрт Клитемнестре и Егиста, које је убио Орест, освећујући убиство свога оца Агамемнона. Орест долази пред краљевски двор у Микени с верним пријатељем Пиладом и старим учитељем коме је, након Агамемнонова убиства, Електра предала малог брата Ореста, да га спаси од сигурне смрти која му је претила од мајке и Егиста. Стари учитељ одвео је Ореста у Фокиду краљу Строфију, Пиладовом оцу, који га је радо примио. На Електрин позив вратио се Орест кући да се по Аполоновом налогу освети убицама свога оца. Старог учитеља шаље Орест преобученог као туђинца у двор да јави Клитемнестри и Егисту да је Орест погинуо. Дотле одлази Орест с Пиладом на очев гроб да принесе жртву и замоли мртва оца за помоћ. Из двора излази Електра, жали се на грубо понашање своје мајке и Егиста и моли богове за освету. Хор, састављен од њених пријатељица, теши је у тешком болу. Тада из двора излази Електрина сестра Хризотемида коју је мајка, уплашена сном, послала са жртвом на Агамемнонов гроб. Електра моли сестру да не приноси жртву јер ће увредити мртвог оца, већ да се на гробу помоли за освету. Долази Клитемнестра, која оштро грди Електру и моли Аполона да одврати од ње несрећу, јер се још увек боји свога сна. Учитељ обавештава Клитемнестру о Орестовој смрти; она се радује јер се нада да ће бити слободна од освете. Клитемнестра одлази с учитељем у двор, а Хризотемида се враћа с веселом вешћу да се Орест вратио, јер је на очевом гробу видела свежу жртву и увојак косе. Њена радост престаје кад јој Електра открива најновију вест о Орестовој смрти. Сада Електра одлучује да се сама освети за очево убиство и позива сестру да јој у томе помогне. Хризотемида одбија помоћ јер се боји. Долазе Орест и Пилад; Орест држи урну с тобожњим пепелом мртва Ореста. Електра почне да јадикује, а Оресту буде жао сестре, те јој се открива. Пресрећна Електра грли брата, али их стари учитељ опомиње на опрез. Сви улазе у двор, али Електра брзо излази и пази да не бане изненада Егист који је био одсутан. Из куће се чују Клитемнестрини јауци. Орест је убио мајку и изашао из двора. Ето и Егиста. Кад он чује за Орестову смрт, захтева да му се донесе његово тело. Егист долази до покривена Клитемнестрина тела, открива га и одмах схвата да је и њему куцнуо последњи час. Орест води Егиста, у двор да га убије на ономе месту где је он убио његова оца Агамемнона.
У обради овога мотива Софокле се много удаљио од Есхила. Код Есхила се сукобљује очинско право с мајчинским, а Софокле стоји потпуно на стајалишту очинског права. Код Есхила Орест се колеба и након освете прогоне га Ериније, а код Софокла он извршава освету без оклевања. Он не осећа грижу савести и не прогоне га Ериније. Електра је код Есхила споредно лице, а код Софокла главно. Софокле је Електри дао готово исте карактеристике као Антигони. Електра је херојски лик који свесно одабире трпњу. До појаве брата Ореста она је једини носилац протеста против господства своје мајке и Егиста. Кад чује за братовљеву смрт, одлучује жртвовати свој живот само да изврши дело освете. Њен лик је још јаче истакнут тиме што јој је супротстављен лик њене кротке, бојажљиве и мајци послушне сестре Хризотемиде, која је врло слична Исмени у Антигони. Осим тога, Клитемнестрин лик нема оне трагичке величине као код Есхила. Софокле је у својој драми појачао одбојне црте Клитемнестриног карактера.

### Краљ Едип
Трагедија Краљ Едип (Οἰδίπoυς τύραννoς, 430. год.) не обрађује као непосредну тему Едипов злочин, него његово постепено разоткривање самога себе. У Теби хара куга, а мноштво тебанског народа седи на степеницама жртвеника пред краљевским двором и чека Едипа да га замоли да град спаси те невоље. Долази Едип и каже народу да је послао шурака Креонта у Делфе да пита пророчиште за савет. Креонт саопштава да ће куга престати ако се пронађе, казни и из земље протера убица краља Лаја. Тебански старци, који сачињавају хор, саветују Едипа да за савет пита врача Тиресију, али врач неће да ода убицу. Едип се разгневи и оптужи врача да је сигурно у вези с убицом. Гневан Тиресија означава као убицу Едипа који мисли да се врач тако договорио са Креонтом, јер се тај жели домоћи престола. Креонт се покушава оправдати, али притом долази до свађе између њега и Едипа. Сада се појављује Јокаста која умирује краља говорећи му да се не боји врачевог пророчанства јер се није испунило ни пророчанство да ће Лај погинути од сина; убили су га, наиме, на раскршћу разбојници, а син је био изложен након порода. Едип се сада сети да је и он убио некога на раскршћу, али мисли да то није био тај кад се већ тврди да су га убили разбојници. Да се о томе увери, шаље по пастира који је једини од тадашње Лајеве пратње остао жив. Уто стиже из Коринта гласник који Едипу јавља за смрт његова оца Полиба, а народ тражи да им Едип буде краљ. То Едип одбија бојећи се пророчанства да се не би оженио мајком, Полибовом женом. Гласник га умирује говорећи му да је његов страх неоправдан јер ионако није Полибов син. На Едипово питање одакле то зна, одговорио је гласник да га је он лично примио на Китерону од Лајевог пастира кад су га хтели изложити. Тај је пастир онај исти по којега је послао Едип. Јокаста схвати страшну истину и без речи одлази у двор. Појављује се и пастир који никако неће да одговори на Едипова питања, али коначно притиснут Едиповим претњама изјављује да је Едип, син Лајев и Јокастин, убица свога оца и супруг властите мајке. Едип изван себе од боли одлази у двор. Ускоро слуга јавља да се Јокаста обесила, а Едип сам себе ослепио. Слепи Едип излази из двора и моли Креонта да се побрине за његове кћерке (Антигону и Исмену), а синови (Етеокле и Полиник) ће се лако снаћи. Едип се врло ганутљиво опрашта с кћеркама, а Креонта моли да га отпреми из земље. Креонт пристаје на то, али прво жели за савет да пита пророчиште у Делфима. Хор завршава трагедију опоменом да никога не треба сматрати пре смрти срећним.
Краљ Едип се уз Антигону сматра ремек-делом Софоклове драмске уметности. То је свакако најјаче Софоклово дело. У Краљу Едипу оцртао је песник трагичну судбину истога лица које је и Есхил обрадио у тебанској трилогији (Лај, Едип, Седморица против Тебе). Док је Есхил своју радњу засновао на проклетству рода, тј. читава трагика приказана је као наследство кривице, Софокле је усредсредио сву драмску радњу на личну Едипову судбину. Едип употребљава сву снагу своје воље и оштроумности да пронађе и казни Лајевог убицу и тако спаси Тебу од невоље. У упорној истрази долази до страшне спознаје. Софокле је мајсторски оцртао како постепено али сигурно излази на видело страшна истина. Иако је Едип притиснут дубоком патњом и страшном моралном бригом, он ипак није клонуо, него и тада показује велику снагу и свест, јер мирно прима на себе своју горку судбину. Јокаста покушава да поткопа веру у пророчанства, али делфијски Аполон преко Тиресије излази као победник. Та песникова трагедија нам казује како је људска мудрост ограничена и срећа променљива, док насупрот томе стоји божанско свезнање. Читавом трагедијом провлачи се слављење делфијског пророчишта, које се у оно доба, под утицајем софистике, све више нападало. Краљ Едип је заправо апологија делфијске религије.

### Антигона
Садржај Антигоне (Ἀντιγόνη, 441. год.) узет је из тебанске приче. Антигона је заправо наставак Есхилове драме Седморица против Тебе. Антигона, кћерка Едипова, позива сестру Исмену и саопштава јој да је нови тебански краљ Креонт забранио да се сахрани њихов брат Полиник јер се борио против Тебе, док је Етеокле који се борио за град достојно сахрањен. Она је чврсто одлучила да сахрани брата, а Исмена покушава да је од тога одврати јер је одређена смртна казна за онога ко сахрани Полиниково тело. Но Исмена не успева да одврати сестру од њене чврсте одлуке. Док Антигона иде да оствари своју одлуку, улази хор тебанских стараца и пева веселу песму од радости што је побеђени непријатељ оставио Тебу. Долази Креонт и понавља старцима своју забрану и тражи од њих да му буду у помоћи. Уто стиже један од стражара које је Креонт одредио да чувају мртво Полиниково тело и јавља да је неко сахранио Полиника. Креонт прети стражару смрћу ако не доведе кривца. Ускоро стражар доводи Антигону која је била ухваћена како поново врши симболичку сахрану, посипајући братовљево тело земљом. Страшан ветар и стражари скинули су земљу којом је Антигона већ једанпут посипала братово тело. Антигона без страха признаје своје дело и уверено брани праведност свога поступка позивајући се на крвно сродство и неписане "божанске" законе који вреде више од оних које су људи створили. Кад Исмена види да јој је сестра изгубљена, спремна је и она сносити сестрину судбину, али Антигона то одбија. Креонт ставља девојке под стражу, а хор пева песму о жалосној судбини лабдакидске краљевске куће. Хемон, Креонтов син и Антигонин вереник, дознаје за њено дело па одлази оцу и упозорава га да су симпатије тебанског народа на Антигониној страни. Но Креонт не попушта, и након оштрог сукоба Хемон одлази бесан, те Креонт одређује да се Исмена пусти, а Антигона жива сахрани у каменој гробници. Хор слави љубав, Антигона полази у гроб жалећи што мора млада и неудата умрети, али је потпуно уверена да је поступила побожно. Слепи врач Тиресија објављује Креонту да су богови на њега љути и прориче му страшне муке ако не сахрани Полиника и ослободи Антигону. Креонтов отпор је сломљен. Он се боји Тиресијиних речи и зато сада жури да сахрани Полиника и ослободи Антигону, али је већ касно. Из гласникових речи, упућених хору и Креонтовој жени Еуридици, сазнајемо да се Антигона обесила у гробници, а Хемон се на очеве очи пробо мачем и издахнуо крај тела своје мртве веренице. Враћа се Креонт с мртвим телом свога сина и сазнаје да му се жена Еуридика убила проклињући га као убицу њиховог детета – Хемона. Трагедију завршава хор опоменом да се не смеју вређати божански закони.
Предмет у Антигони је трагична судбина аутократске заслепљености: Креонтово наређење сукобљава се са општим законом заснованим на људској природи. Антигона свесно устаје против силе која гази основне људске принципе на којима се темељи друштвени поредак и домовина, и без страха од смрти испуњава своју дужност према мртвом брату. Она је кажњена смрћу, а Креонт, с чијим се наређењем нико не слаже, изгледа само начас победник, али се ускоро појављује као сломљени, бедни властодржац који је тврдоглавошћу и умном заслепљеношћу разорио срећу своје породице. Креонт је насилник који у апсолутној моћи као једином мерилу државе види своју величину и вредност. За њега све друго има вредност само ако служи његовој апсолутној моћи. Он је опијен влашћу те у уверењу да поступа право чини највећу неправду. Зато и пропада и признаје да се огрешио о законе који забрањују вређање мртвих. Антигонина смрт је уједно и њена победа која узрокује и потпуни Креонтов пораз. Државне законе треба поштовати, али они пре свега морају бити такви да не вређају достојанство човека, а често могу бити застарели у односу на развој друштва, па их онда треба променити и прилагодити новом времену. Софоклови јунаци у Антигони су прави људи с јасно израженим индивидуалним карактером. Њихово деловање потпуно зависи од њихове слободне воље.

### Едип на Колону
Трагедију Едип на Колону (Oι̉δίπoυς ἐπὶ Κολωνῷ, 406. год.) написао је песник написао у 90. години живота, а приказао ју је након његове смрти његов истоимени унук 401. године. У њој се наставља Краљ Едип, док се у Антигони наставља Едип на Колону. Међутим, ове три трагедије нису чиниле трилогију. Драма се збива у песниковом родном месту. У гају Еуменида налази се улаз у подземни свет. Овамо долази из Тебе прогнани Едип у пратњи кћерке Антигоне и седа на камен у светом гају. Аполон је обећао Едипу да ће у том гају напокон наћи смирење. Хор, састављен од колонских стараца, тражи од Едипа да напусти свето место и оде из њихове земље. На Антигонину молбу оставља хор Едипа на миру. По Едиповој жељи шаље хор по краља Тезеја јер Едип жели да говори с њим. Појављује се Исмена, друга Едипова кћерка, и јавља оцу да се његов син Полиник, свргнут с власти у Теби од брата Етеокла, спрема с великом војском на свој родни град Тебу. Пророчиште је одредило победу ономе уз кога буде Едип. Зато ће к њему доћи Креонт да га приволи да се врати у Тебу и тако сачува Етеоклову власт. Но Едип неће да помаже онима који су га својевремено протерали из Тебе, али се боји да ће Креонт употребити силу, па зато тражи заштиту Атињана. Кад је дошао Тезеј, атински краљ, моли га Едип за заштиту, а као надокнаду обећава му своје мртво тело које ће штитити Атину од непријатеља. Тезеј му обећава своју заштиту, а хор пева прекрасну песму у којој Софокле слави лепоту родног места Колона. Долази и Креонт. Едип одбија да пође с њим, а Креонт му отима његове кћерке и прети да ће и њега на силу одвести са собом. На позив хора долази краљ Тезеј те избавља девојке и штити Едипа. Уто се појављује Полиник и моли оца да пође с његовом војском против Тебе. Едип проклиње сина и прориче сигурну смрт и њему и његовом брату Етеоклу. Полиник не одустаје од свог подухвата и моли сестру Антигону да га сахрани ако погине у борби. Полиник одлази и у тај час се чује грмљавина. То је био знак за Едипа да му је дошао час коначног смирења. Он се удаљује с кћеркама и Тезејем. Гласник јавља да се Едип дирљиво опростио с кћеркама и замолио Тезеја да се побрине за њих. Тада се зачуо глас божји, девојке су се одстраниле, а Тезеј је остао сам с Едипом који је одједном нестао. Хор теши девојке. Уто се враћа Тезеј. Антигона га моли да им покаже очев гроб, али јој Тезеј одговара да му је Едип рекао да се нико не приближава том месту и уједно му наредио да чува тајну његове смрти, па ће земља бити увек срећна. На Антигонину молбу обећа Тезеј да ће их вратити у Тебу, јер Антигона жели да спречи међусобну борбу и смрт браће. Хор позива Едипове кћерке да не наричу више за несталим оцем.
Ресник је у тој драми ублажио тамну слику људске судбине коју је оцртао у Краљу Едипу. Слепи изгнаник Едип доживео је у својим патњама прочишћење и нашао потпуно смирење. Едип радосно и поносно прима своју судбину и храбро подноси све ударце, невоље и боли које су му више силе одредиле. Он је свестан да је починио тежак злочин у незнању и зато се не осећа кривим. У тој драми прославио је Софокле просвету свога града која је оличена у праведности, моралној чистоћи и човекољубивости митолошког атинског краља Тезеја. Песник је у овој драми приказао јунаке својих других тебанских трагедија. Антигона је овог пута нежна кћерка, верна пратиља слепога оца, пуна љубави и осећања. Исмена је такође одана своме оцу, а Креонт склон насиљу. Лирски делови трагедије не заостају нимало за онима у ранијим песниковим делима. Посебно је лепа химна у част Колона, песниковог завичаја. Та драма је доказ да је Софокло и у дубокој старости био пун стваралачке снаге и свежине.

### Трахињанке
У драми Трахињанке (Tραχίνιαι, између 450. и 440. год.) обрађује песник нехотичан злочин Дејанире, жене Хераклове. Радња се збива у Тесалији пред двором краља Кеика код којега борави Хераклова супруга. Она се жали да већ петнаест месеци нема никаквог гласа од свога мужа. Њу теши хор, састављен од трахинских девојака. Дејанирина слушкиња јој саветује да пошаље сина Хила у потрагу за оцем. Хил открива мајци да Херакле војује на Ехалију, град Еуритов на Еубеји. Дејанира шаље сина Хераклу. Уто стиже Хераклов гласник Лиха и води заробљенике међу којима се налази и лепа Јола, кћерка Еуритова. Лиха јавља Дејанири да ће се Херакле вратити кад на Еубеји принесе победну жртву Зевсу. Дејанира је срећна, али њену срећу помућује гласник који јој признаје да је Херакле разорио Ехалију ради лепе Јоле. Желећи да сачува себи љубав мужа, шаље Дејанира мужу кошуљу, натопљену крвљу кентаура Неса. Но ускоро је зажалила због овога, јер је вуну коју је умочила у кентаурову крв да њоме натопи кошуљу изгризао отров. Она слути несрећу и спремна је умрети ако се нешто догоди Хераклу. Враћа се Хил и јавља мајци да је Херакла обузела страшна бол кад је обукао кошуљу, и да ју је зато проклео, а њима наредио да га одведу кући. Дејанира одлази у двор не рекавши ништа. Пријатељи доносе Херакла који у страшним боловима тражи жену да је казни. Син Хил јавља да се она убила. Сада Херакле увиди да је и њему дошао последњи час. Зевс му је био рекао да ће га убити неко ко је већ мртав. Пророчанство се испуњује, јер му је то освета од кентаура Неса, кога је Херакле убио кад му је младу жену Дејаниру преносио преко реке. (Умирући кентаур саветовао је Дејанири да узме његове крви јер ће тиме очувати верност мужа.) Херакле моли сина да му спреми ломачу. Он то обећава, али неће да је запали својом руком. Тада још тражи од сина да Јолу узме за жену. На крају носе Херакла на гору Ету да га спале на ломачи.
У Трахињанкама приказује Софокле судбину племените и верне Хераклове жене и трагичну судбину невернога Херакла. Кад Дејанира сазна да јој је муж неверан, она жели сачувати његову љубав, па му зато шаље кошуљу, натопљену крвљу кентаура Неса, јер јој је тај некада рекао да ће тако сачувати љубав мужа. Кад је видела да ју је кентаур преварио, испашта добровољном смрћу свој нехотични злочин. Херакле је необуздани мушкарац који врши насиља да задовољи своје страсти. Он је груби насилник који не показује нимало осећања за верну Дејанирину љубав ни у оном часу кад сазнаје да је заправо невина погођена страшном смрћу. Он се у тај час брине само за своју љубавницу Јолу због које је разорио и њен родни град. Трахињанке заправо обрађују брак као основни темељ људске заједнице. С једне стране је верна и нежна жена које нехотице убија вољенога мужа и себе, а с друге муж који се потпуно препустио страстима, па својим поступком разара верност и породичну срећу.

### Филоктет
Садржај драме Филоктет (Φιλοκτήτης, 409. год) узет је из тројанског циклуса. На пустом острву Лемносу живи већ десет година Филоктет, Пеантов син, који има лук и стреле Хераклове, а добио их је на дар од Херакла кад је потпалио његову ломачу. Филоктета је ујела змија, па је болном виком испуњавао грчки табор, а осим тога почела му је рана заударати. Зато су га Грци, полазећи на Троју, оставили на Лемносу. Међутим, пророчиште им је јавило да ће Троју заузети Неоптолем, Ахилејев син, помоћу Хераклова лука и стрела заједно с Филоктетом. Ако они не буду присутни, Троја неће пасти. Стога су од Троје дошли на Лемнос Одисеј и Неоптолем у пратњи морнара, који чине хор, да Филоктета одведу под Троју. Кад стигну до пећине у којој борави Филоктет, каже Одисеј Неоптолему да ће само лукавством постићи циљ, а посебно се треба чувати Филоктетова лука и стрела. Хор жали страшну судбину Филоктетову коме рана труне и задаје тешке боли. Одисеј се сакрива јер се боји, а Неоптолем се састаје с Филоктетом. Кад овај чује да су дошљаци Грци, спомиње им своју несрећу у коју су га бацили Атрејевићи и лукави Одисеј. Неоптолем, по Одисејевом упутству, вара Филоктета да су и њега увредили па се сада враћа кући јер не жели више помагати Атрејевићима у боју. Филоктет преклиње Неоптолема да и њега поведе кући на својој лађи, што му он и обећава. Кад су се спремали на полазак, заболи Филоктета рана, те он начас губи свест, али час пре поверава Неоптолему на чување лук и стреле. Док Филоктет спава, хор саветује Неоптолему да бежи с луком и стрелама, али он то одбија јер га је Филоктетова невоља толико ганула да му одлучи рећи праву истину. Кад је Филоктет од Неоптолема чуо сврху његовог доласка, тражи натраг лук и стреле које му Неоптолем спремно враћа премда га Одисеј, који се сада појављује, одвраћа од тога. И поред свих наговарања, Филоктет неће да с њима поде под Троју. Уто се појављује Херакле (deus ex machina). Он казује Филоктету коначну одлуку богова: да мора отићи под Троју где ће и рану излечити. Филоктет се радо покорава божанској заповести.
У тој драми песник обрађује борбу измеду интриге, лажи и отворене честитости. Представник прве две је лукави Одисеј, а треће поштени Неоптолем. Филоктет гаји у себи мржњу према Атрејевићима и Одисеју који су га срамотно напустили, и зато неће никако да попусти. Драма је саграђена на сукобу три различита карактера. Одисеј је лукав и безобзиран политичар који не преза ни од лажи ни од преваре само да постигне циљ. Њему је свако средство за постизање циља оправдано. Неоптолем је искрен и отворен лик који по својој природи не може чинити зло.

## Поетичке одлике
Софоклово схватање живота заснива се на религији, и њеним митовима. Основна обележја његове патријархалне побожности су поштовање богова молитвом и жртвама, веровање у њихова откривења у сновима и пророчанствима, извршавање њихових наређења. Његову религиозност одликује морална строгост, која се заснива на поштовању неприкосновености ауторитета божанства. Богови одређују шта је морално, шта је праведно. Тиме се врши апсолутисање божије воље чиме се одриче самосталност људском мишљењу. Човекова самосталност, независност, подређена је теономији, божијим законима. Човековим животом управља ирационална, тајанствена сила, апсолутна моћ богова по својој непрозривој мудрости. Човек не може да утиче на своју судбину. Она је непроницљива и недокучива. Побуна против судбине бесмислена је. Без икакве субјективне кривице Едип пада као жртва објективних дешавања. Софокле учи да човек све што му богови доделе мора храбро да подноси. Извор трагичности се међутим налази и у људском карактеру: то је радикални индивидуализам оличен у Ајанту супротстављен начелу умерености, које заступа Одисеј; или радикални аутократизам Креонта, који је супротстављен свеобухватном божанском принципу, који представља Антигона.
Софокле заговара меру и складност попут Есхила, Платона и Аристотела. Јунаци трагедије треба да делују у складу са општим, исконским принципима и божанским законима и да храбро подносе судбину. Песник је свестан да у животу и праведници страдају, а рђе се извлаче.
Софоклу је у трагичкој уметности Есхил био узор. Тематику је преузимао из мита и Хомерових епопеја. За разлику од Есхила, код Софокла богови нису у првом плану трагичке радње. Основу трагичке радње Софоклових трагедија чини слободна људска воља. Радња се покреће делањем, активношћу самих протагониста. У својој одлучности, својом вољом трагички јунаци иду до краја према остварењу замисли. Као пример може послужити страдање Едипово, које није последица наследног проклетства већ његове истрајности да све околности испита до краја и дође до истине, откривајући у себи кривца и грешника. Едип показује изузетну одлучност и вољу да све истражи, испита све околности како би на крају схватио да се неумитној судбини не може измаћи. Софоклову трагедију обележава карактер који је психолошки осветљен и мотивисан. Софокле ће рећи да он «приказује људе онакве какви треба да буду, а Еурипид онакве какви јесу. Софоклови јунаци су обликовани према идеалним нормама. То је код Софокла свесни поступак. Јачину карактера главног јунака наглашава поступком увођења јунака са цртама карактера супротне природе: храброј и одлучној Антигони супротстављена је плашљива Исмена. Софокле је први трагичар који је увео јунакиње.
Софоклу се приписују одређене позоришне новине: увођење сценографије, трећег глумца, повећање хора од дванаест на петнаест чланова. Софоклов хор не утиче на радњу, он је само пасивни посматрач, радњу прати са интересовањем, а у свом суду се не уздиже над обичним људима.

## Значај и утицај
Софоклов песнички рад представља велики корак напред у развоју драме.. Он је пребацио основу трагичне радње на човека и његово деловање. У његовим делима не покреће више радњу директно божанство, него слободна људска воља. Зато он с много више пажње црта карактере својих ликова и труди се да им дâ што више људских својстава. Својим песничким способностима створио је монументалне ликове као што су Едип, Антигона, Електра и Филоктет. Софоклови јунаци, упоређени с Есхиловим, имају много сложенији и богатији душевни живот. Вештим преплитањем радње и изменама ситуације Софокле је у доживљаје својих лица унео много више разноликости и дао потпуније црте њихових карактера. Снага воље његових протагониста увек је тако јака да никада ни часа не оклевају у својим поступцима да би сачували своју чврсту одлуку.
Да је песник свесно идеализовао своје ликове, доказује нам његова изјава, а њу нам преноси Аристотел, који у Поетици каже: "Софокле рече да он приказује људе какви треба да буду, а Еурипид какви јесу". Софоклови су, дакле, јунаци ликови за којима се треба поводити, а Еурипидови слаба створења попут тадашњих савременика са свим њиховим страстима и манама. Свака Софоклова драма одликује се богатством лица врло различита карактера. Да би што пластичније оцртао и што снажније истакао карактер главнога јунака, песник уз главног јунака приказује и лице потпуно супротног карактера: бојажљива Исмена – одважна Антигона, послушна Хризотемида – непопустљива и јуначка Електра, љупка Текмеса – тврдоглав и груб Ајант, лукави и вероломни Одисеј – честити Неоптолем. Посебно велика пажња посвећена је женским ликовима. Уз херојске ликове Антигону и Електру, приказао је Софокле и скромне жене Дејаниру и Текмесу, које се у својим својствима приближавају обичним, правим женама.
Софокле је посебно волео тзв. трагичну иронију, за коју је добар пример дао у лику Клитемнестре у Електри. Клитемнестра је помислила да јој Орестова смрт осигурава душевни мир, и прерано се повеселила да се заувек решила страха од освете, кад одједном долази Орест који је убија.
Драмска композиција Софоклових трагедија веома је јасна. На почетку сваке трагедије види се тачно израђен план понашања главног јунака који својом чврстом вољом јамчи да ће до краја извршити свој задатак. Драмска радња час расте час се успорава, док одједном не дође до прекретнице након које наступа катастрофа која расплиће чвор.
Хор код Софокла нема ону улогу коју је имао код Есхила и не износи, осим ретко, песникове мисли, како је то код Есхила. Песме хора су увек повезане с главном радњом: оне су складан део целине јер су као нека пратња главне радње. Код Еурипида су, напротив, хорске песме у слабој вези с главним садржајем, па би често поједина хорска песма могла пристати свакој трагедији. Код Софокла је хор представник народа: он теши, измирује, упућује, прекорева, одвраћа. Често је хор потребан да својом песмом испуни време док се не појави ново лице, тј. док се глумац преобуче, а често је једини слушалац монолога некога глумца.
Језик Софоклов је леп, дикција јасна, лака и гипка. Све те особитости одају врсног драматичара. Увођењем трећег глумца дао је он античкој трагедији коначан облик. Уз повећање хора на петнаест чланова, трећа му је новина увођење сценографије, тј. позоришног сликарства. Софокле је ушао у светску књижевност као стваралац монументалних ликова.